# Stazione di Villafranca Tirrena-Saponara
La stazione di Villafranca Tirrena-Saponara è una fermata ferroviaria posta al km 208+132 della linea Palermo-Messina. Serve i centri abitati di Villafranca Tirrena e di Saponara.

## Storia
Venne costruita come stazione passante in superficie sul tracciato della linea ferroviaria Palermo-Messina realizzato in ritardo rispetto al programma di costruzioni ferroviarie in Sicilia che, iniziato dalla Società Vittorio Emanuele, dovette essere completato prima dalla Società Italiana per le strade ferrate meridionali dal 1872 e finito dal 1885 in poi dalla Società per le Strade Ferrate della Sicilia.
La stazione entrò in servizio, il 20 giugno 1889, unitamente al tronco Messina-San Filippo - Archi, della linea Messina-Palermo. 
Inizialmente denominata "Saponara-Bauso", assunse l'attuale denominazione nel 1929.

## Strutture e impianti
La stazione è dotata di un fabbricato viaggiatori a una elevazione comprendente la sala d'attesa da cui si raggiunge il binario 2 mediante scale o rampe. Sono presenti percorsi tattili e marciapiedi rialzati per facilitare l'accessibilità della stazione e dei treni.
L'attuale fascio binari comprende due binari, entrambi di corretto tracciato. In passato erano presenti altri binari per incroci/precedenze e per lo scalo merci ormai dismessi.

## Movimento
La stazione offre la fermata di treni viaggiatori Regionali.
Nel 2024 il servizio nei giorni feriali offre la fermata di 18 treni in direzione Messina e di 18 treni in direzione Palermo.

## Servizi
- Biglietteria automatica
- Sala d'attesa
- Parcheggio